# Wilhelm Hornung

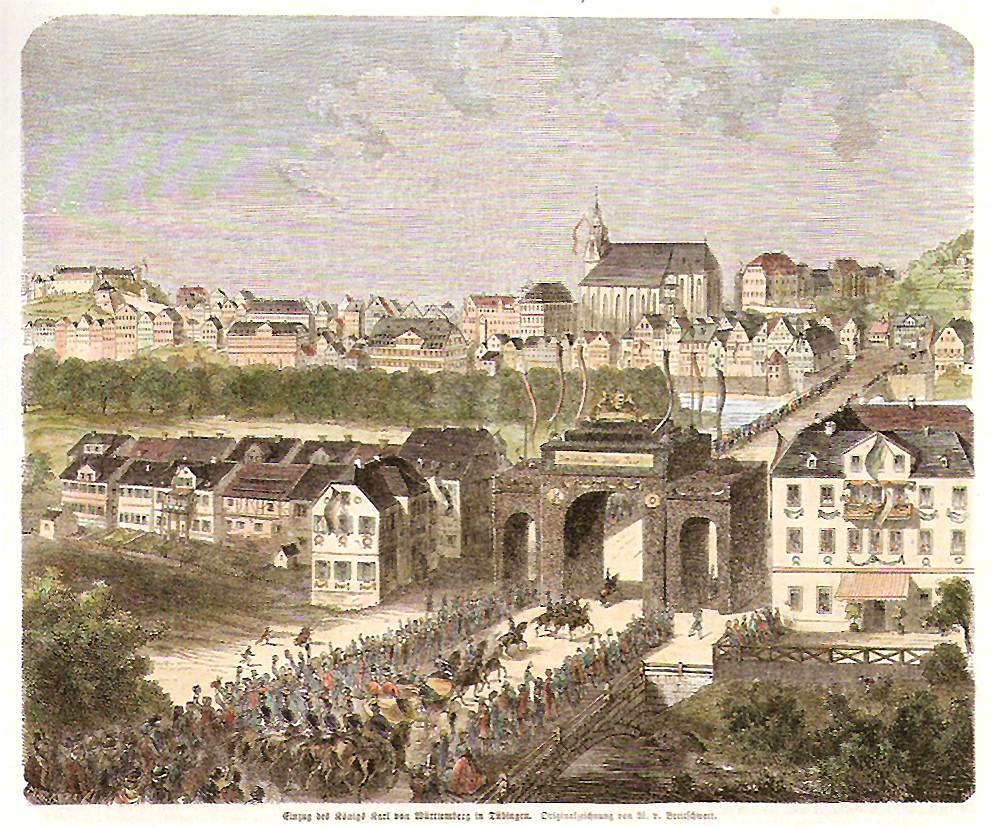
Einzug des Königs Karl von Württemberg in Tübingen am 1. Juni 1865. Das Atelier von Hornung & Sinner in der Wöhrdstraße (heute Uhlandstraße) ist als Pavilion ganz links am Bildrand zu sehen. (Kolorierter Holzschnitt von Wilhelm von Breitschwert)

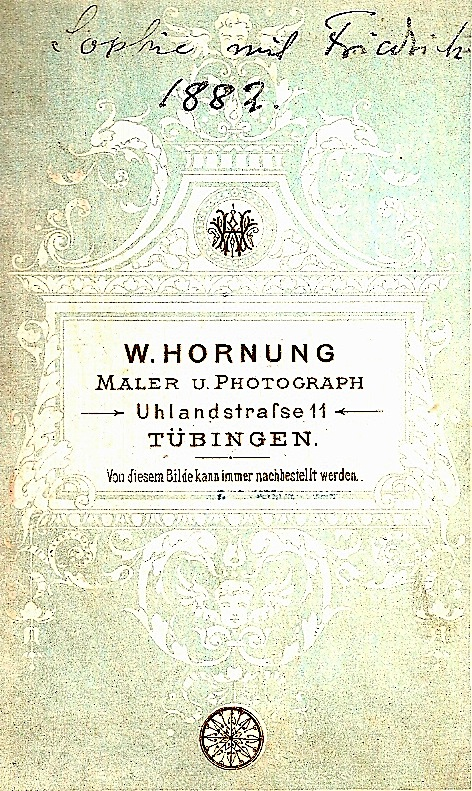
Rückseite eines Porträtfotos von Sophie Bülow mit Sohn Friedrich, Kabinettformat von Wilhelm Hornung, 1882

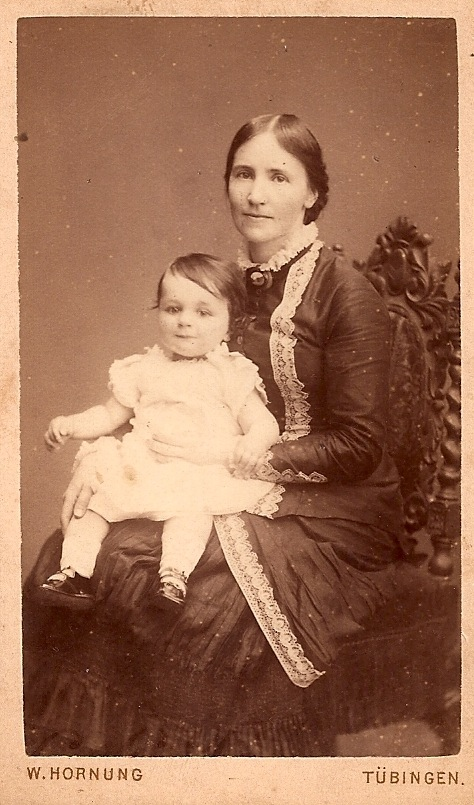
Sophie Bülow mit Sohn Friedrich, Fotografie von Wilhelm Hornung, 1882

Paul Wilhelm Hornung (* 10. Dezember 1834 in Tübingen; † 18. Juli 1884 ebenda) war ein württembergischer Maler und Fotograf in Tübingen. Er war der Vater des Tübinger Fotografen Julius Wilhelm Hornung.

## Leben

### Hornung und Sinner
Paul Wilhelm Hornung, der sich Wilhelm Hornung nannte, war ein Sohn des Tübinger Rotgerbers Johann Georg Hornung und dessen Frau geb. Payer. Er war ursprünglich Maler – darüber informierten zwar die Reverse seiner Fotografien bis in die 1880er Jahre, doch über seine Arbeit als Maler ist nichts bekannt. 1864 war er auch – wohl seit mehreren Jahren – als Mitglied der Deutschen Partei Tübinger Gemeinderat. Spätestens zu diesem Zeitpunkt lernte er Paul Sinner kennen, der damals noch in Stuttgart wohnte. Hornung stellte Sinner eine Befürwortung aus und unterstützte ihn im Gemeinderat, als dieser eine Erlaubnis zur Heirat mit der Tochter eines Tübinger Metzgers beantrage.
Es ist anzunehmen, dass Hornung und Sinner schon bald, d. h. noch vor November 1864, als Sinner sich mit seiner Frau in Tübingen niederließ, eine Zusammenarbeit vereinbarten. Im Dezember stellte Hornungs Schwiegervater, der Glasermeister Wilhelm Kieß, einen Antrag auf Bauerlaubnis eines Atelierpavillons im Garten seines Wohnhauses in der „oberen Wöhrdstraße“ (der heutigen Uhlandstraße). Der Gemeinderat tagte mehrmals – es gab Bedenken wegen des „unförmlichen Dachs“ zumal es sich um die Neckarvorstadt – ein neues repräsentatives Viertel zwischen dem Neckar und dem 1861 eröffneten Bahnhof – handelte. Doch endlich im März 1865 wurde die Genehmigung erteilt. Das Atelier mit dem Namen „Hornung & Sinner, Maler und Photographen, Neckarvorstadt“ nahm am 5. Mai 1865 den Betrieb auf. Es war das erste dauerhafte Fotoatelier in Tübingen. Der Atelierpavillon befand sich südwestlich des Hauses von Kieß, am Rande des Platzes, an dem 1873 das Uhland-Denkmal aufgestellt wurde. Das niedrige Gebäude hatte Wände aus „Riegelfachwerk und Glas […] auf Fußmauern“. Das Dach des Pavillons war mit „Breitziegeln und Glas“ gedeckt. Der Betrieb machte nach außen den Eindruck eines gemeinsamen Unternehmens, in Wirklichkeit gehörte es alleine Hornung. Paul Sinner war, bis er sich knapp zwei Jahre später in Tübingen als Fotograf niederließ, Hornungs Angestellter. Es ist anzunehmen, dass Hornung gerade in dieser Zeit das Fotografieren von Sinner lernte.
Das Atelier machte fast vom Anfang an Fotos von Trachten. Eine günstige Gelegenheit dazu bot sich im Sommer 1865 bei der Huldigungsreise des neuen Königs von Württemberg Karl, dem in Tübingen 34 Bauernpaare in Steinlachtal-Trachten präsentiert wurden, denn die Trachten wurden damals fast nicht mehr benutzt. Die Fotos wurden dann im Sinners Laden in der Neckargasse verkauft.

### Alleinige Geschäftstätigkeit
Nach der Trennung von Sinner betrieb Hornung den „geheizten Glassalon“ allein, bis er 1874 sein Wohnhaus in der Uhlandstraße 11 aufstockte und dort ein Atelier im Dachgeschoss errichtete.
Bereits in den ersten Jahren der selbständigen Tätigkeit war Hornung, nach Einschätzung von Wolfgang Hesse, auf dem Gebiet der Porträtfotografie erfolgreicher als Sinner. Im Laufe der Jahre ist Hornung eindeutig zum führenden Porträtfotografen in Tübingen geworden.
Hornungs zweite Spezialität waren Witz- und Scherzmontagen für Studentenverbindungen. Zu seinen Kunden gehörten auch Vereine und Belegschaften von Firmen.
Hornung befasste sich auch mit der Postkartenfotografie: Im Gegensatz zu Postkarten anderer Verlage waren es Fotomontagen mit lokalem Zuschnitt. Anhand einzelner Motive ist ersichtlich, dass er eigene Fotos anderen Herstellern für die Gestaltung von Postkarten zur Verfügung stellte.
Dagegen vernachlässigte Hornung das Fotografieren von Trachten: er machte das nur gelegentlich und überließ diese Sparte des Marktes ganz Sinner.
Anlässlich des Deutsch-Französischen Krieges schuf Hornung in Anlehnung an Friedrich Brandseph, wohl aus den üblichen Visitenkartenporträts, ein Denkblatt, das alle im Kriege gefallenen Mitglieder der Tübinger Verbindung Normania abbildete. Auf dem als „Ehrenmal“ bezeichneten Blatt waren neben der Namen der Gefallenen auch die Namen der bedeutungsvollen Schlachten. Trotz ehrerbietigen Anpreisungen dieses Werkes, das bei der Osianderschen Buchhandlung zu kaufen war, genoss Hornung nicht die öffentliche Anerkennung, die Paul Sinner zuteilwurde.
Außer der Maler- und Fotografentätigkeit war Hornung – typisch für Handwerker damaliger Zeit – Hopfenbauer. Der Hopfenanbau wurde in Tübingen erst in den 1840er Jahren eingeführt, als sich Investitionen in den Weinanbau nicht mehr lohnten. Im Sommer 1845 gründeten 20 Tübinger Bürger – darunter auch Hornungs Vater – eine „Hopfenbau-Gesellschaft“, die zunächst die von der Stadt aufgekaufte Allmende am Öhlerbach (Zufluss des Käsenbachs) bewirtschaftete. Der Hopfenanbau verbreitete sich schnell. Hornung ließ seinen Hopfen auf der Waldhäuser Höhe anbauen und in seinen Speichern in der Wöhrdstraße trocknen.
Hornung vernachlässigte auch sein Erscheinungsbild in der Öffentlichkeit nicht und war langjähriger Vorstand des Gesangsvereins „Sängerkranz“ und Obmann des Bürgerausschusses.
Als Wilhelm Hornung 1884 allzu früh im Alter von 49 Jahren verstarb, übernahm sein Sohn Julius Wilhelm das Fotoatelier. Da der Sohn die Tradition des Vaters im gleichen Atelier fortführte und in den ersten Jahren den Namen des Vaters beibehielt, gab es gelegentlich Verwechslungen zwischen den beiden.

## Bekannte Werke
- 1871 Ehrenmal an die gefallenen Mitglieder der Verbindung „Normania“.
- Ab 1880 datieren mehrere Fotografien Hornungs in der William C. Darrah Collection von Visitenkartenporträts aus der Zeit von 1860–1900, die in der Bibliothek der Pennsylvania State University aufbewahrt werden.[15]
- 1881 Foto von der Einweihungsfeier des Hölderlin-Denkmals im [Alten] Botanischen Garten in Tübingen[16]
- 1882 Porträtfoto der Sophie Bülow, geb. Haug mit ihrem Sohn Friedrich, Ehefrau des Oskar von Bülow